# Salon des indépendants
El Salon des indépendants és una exposició d'art que es fa cada any a París des del 1884. La seva vocació és reunir les obres de tots els artistes que reivindiquen una certa independència en llur expressió artística.
L'exposició es va organitzar com a reacció contra els criteris de selecció del saló de pintura organitzat per Académie Royale de Peinture. Ja el 1863 es va organitzar un primer «saló dels refusats» en reacció contra el conservadorisme de l'Académie. Després del saló dels refusats de 1863, que exposava molts obres d'impressionistes i postimpressionistes, es va crear la Société des Artistes Indépendants. A l'inici feien exposicions sense jurat de selecció ni premis.

## Artistes participants (selecció)
| - Charles Angrand - Alexandre Archipenko - Maurice Boitel - Constantin Brâncuși - Georges Braque - Henri Cadiou - Paul Cézanne - Joseph Csaky - Geoffroy Dauvergne - Michel Delmas - Robert Delaunay - André Deslignères - Marcel Duchamp - Raymond Duchamp-Villon - Georges Dufrénoy - Roger de La Fresnaye - Annick Gendron - Pierre Gilou - Georges Gimel - Albert Gleizes | - Julio González - Georges Griois - Armand Guillaumin - Pierre Henry - René Iché - Constantin Kousnetzoff - Georges Lacombe - Armand Langlois - Marie Laurencin - Raymond Lecourt - Fernand Léger - René Margotton - Antoine Martinez - Alice Martinez-Richter - Jacqueline Marval - Henri Matisse - Vadim Meller - Jean Metzinger - Jean Monneret - Edvard Munch - Francis Picabia | - Jean Puy - Odilon Redon - Paul Revel - Diego Rivera - Gaëtan de Rosnay - Henri Rousseau - René Schützenberger - Marie-Ernestine Serret - Roland Bierge - Armand Seguin - Georges Seurat - Paul Signac - Alfred Sisley - Louis-Joseph Soulas - Louis Valtat - Marie Vassilieff - Vincent van Gogh - Michel Vermeulen - Joachim-Raphaël Boronali - Emil Ciocoiu - Henri de Toulouse-Lautrec |